# Бертон Ріхтер
Бертон Ріхтер (англ. Burton Richter; 22 березня 1931, Нью-Йорк, США — 18 липня 2018 Пало-Альто, Каліфорнія, США) — американський фізик, лауреат Нобелівської премії з фізики за 1976 рік, спільно з Семюелем Тінгом «за основний внесок у відкриття важкої елементарної частинки нового типу».
Навчався в Массачусетському технологічному інституті, де 1952 року здобув ступінь бакалавра, а 1956 року ступінь доктора філософії з фізики. З 1984 по 1999 був директором Лінійного прискорювача частинок у Стенфорді (SLAC).
Під час своєї професури в Стенфордському університеті Ріхтер, спільно з Девідом Рітцсоном та за підтримки комісії з атомної енергії США, побудував прискорювач SPEAR (Стенфордське позитронно-електронне асиметричне кільце). За допомогою цього пристрою він виявив субатомну частинку, яку він назвав псі-частинкою (ψ) (тепер ця частинка називається J/ψ-мезоном).
Цю ж частинку відкрив незалежно від нього Самюел Тінг. За дане відкриття обидва науковці в 1976 були відзначені Нобелівською премією з фізики.
Ріхтер працював у правлінні радників комітету науковців та інженерів США — організації, що представляє інтереси науки в уряді США.

## Нагороди та визнання
- член Американського фізичного товариства
- член Американської асоціації сприяння розвитку науки
- 1975:Премія Ернеста Орландо Лоуренса
- 1976:Нобелівська премія з фізики
- 1977:член Національної академії наук США
- 1989:член Американської академії мистецтв і наук
- 2007:AAAS Philip Hauge Abelson Prize[en]
- 2010:Премія Енріко Фермі
- 2012:Національна наукова медаль США